# Synevo România
Synevo este un furnizor de servicii de diagnostic de laborator din România, oferind peste 2.000 de tipuri de analize uzuale și avansate în toate domeniile de diagnostic clinic de laborator. Synevo România este parte a a grupului Medicover AB, o companie internațională de servicii medicale și de diagnostic, cu sediul central în Suedia, listată la Bursa NASDAQ Stockholm în anul 2017.

#### Istoric
În data de 11 noiembrie 1994 a fost înregistrat oficial Rombel Medical, pe atunci un parteneriat româno-belgian născut din dorința de a dezvolta laboratoare medicale private în România. Primul laborator a fost inaugurat într-o cladire a Facultății de Ecologie din București, din zona IOR. În scurt timp, în Cluj-Napoca, în cadrul Institutului Oncologic Ion Chiricuță a fost inaugurat al doilea laborator al companiei, care oferea 250 de tipuri de analize medicale, cea mai largă ofertă din România la data respectivă.
Trei ani mai târziu, în 1997 Medicover intră în România investind în cele mai dinamice companii din domeniul medical, preluând astfel și laboratoarele Rombel iar compania a început să opereze sub denumirea Medicover-Rombel.
Activitatea Medicover din România s-a împărțit în două divizii în anul 2003 în cea de servicii de asistență medicală sub brandul Medicover România și cea de servicii de diagnostic, numită inițial Rețeaua de laboratoare Medicover Rombel, iar ulterior, din 2004, Synevo România.
Divizia de Servicii de Diagnostic, Medicover (Diagnostic Services) activează pe piețele din Germania, România, Ucraina, Polonia, Republica Moldova, Serbia, Turcia, Georgia și Bulgaria. Prin rețeaua de 95 de laboratoare și 570 puncte de recoltare a probelor biologice în zece țări, divizia de diagnosticare furnizează astăzi peste 3.000 de tipuri de servicii, de la analize de sânge uzuale până la diagnostice avansate, și realizează peste 98 milioane de teste anual. 
Un moment cheie în evoluția companiei a fost reprezentat de lansarea Laboratorului Central de Referință în noiembrie 2010, o investiție de peste 10 milioane euro la momentul respectiv. Laboratorul oferă astăzi servicii de diagnostic pacienților din cinci țări din Europa de Est.  
Synevo este prima companie locală care a lansat un ghid al serviciilor de laborator și o platformă online de accesare a rezultatelor analizelor, destinată medicilor și pacienților. 

#### Centre de recoltare
Synevo operează în România o rețea de 20 laboratoare și 132 de centre de recoltare analize medicale, amplasate în 57 de orașe diferite, fiind prezentă în toate județele țarii. 
Laboratoarele Synevo sunt acreditate ISO 15189 și participă la programe internaționale de control de calitate. 

#### Laboratorul Central Synevo
Laboratorul Central Synevo România este amplasat pe Platforma Comercială București Militari Chiajna. Inaugurat în decembrie 2010, acesta este rezultatul unei investiții de de 10 milioane de Euro, cea mai mare din piață privată de laboratoare din România. Echipat cu aparatură unică în România, Laboratorul Central de Referință poate efectua analize deosebit de complexe într-un timp scurt și cu o marjă de eroare mică fiind efectuate 16 milioane de teste anual. În anul 2017 compania a inaugurat aici primul departament de histopatologie digitală din Europa de Sud-Est, în urma unei investiții de un milion de euro.
Synevo România oferă o gamă completă de analize medicale de laborator în domenii precum hematologie, chimie, microbiologie, imunologie, alergologie, toxicologie, histopatologie, citologie, genetică și biologie moleculară.
Laboratorul Central de Referință dispune de platforme robotizate în histopatologie și IHC, citologie cervicovaginală, microbiologie, genetică. Laboratorul Central de Referință este un hub regional pentru Sud-Estul Europei deservind 5 țări: România, Republica Moldova, Serbia, Bulgaria și Georgia.
In Laboratorul Central de Referință se realizează peste 2.000 de analize medicale de laborator, teste uzuale și de diagnostic avansat, care ajută medicul să stabilească rapid un diagnostic, să inițieze și să monitorizeze schema de tratament.

TEHNOLOGIE DE ULTIMĂ GENERAȚIE – Alergeni - În laboratorul Synevo se efectuează o paletă extinsă de teste de alergie ce include alergeni individuali (peste 600 tipuri de alergeni), dar și paneluri de alergeni alimentari, respiratori, de pediatrie, folosindu-se o metodă de referință (metoda imunoenzimatică cu detecție prin fluorescent – FEIA) și aparatură considerată lider de diagnostic pentru testarea alergenilor și bolilor autoimune. Sistemul folosit în laborator a fost validat clinic de numeroase studii efectuate de-a lungul timpului. Acesta folosește atât extracte naturale de alergeni din diverse surse, cât și alergeni recombinați. Testele serologice prezintă avantajul efectuării dintr-o singură probă de sânge, sunt non-invazive (foarte important pentru copiii mici care pot dezvolta o reacție alergică chiar și la o cantitate foarte redusă de alergen existând posibilitatea apariției unui șoc anafilactic) și nu este necesară întreruperea.
IDENTIFICARE AUTOMATĂ – Maladii - Prin tehnologia de ultimă generație din dotare, Laboratorul Central Synevo București efectuează examinările microbiologice la standarde internaționale. Astfel, departamentul de microbiologie procesează un volum de probe de aproximativ 800/zi, reprezentate de examinări microscopice native și colorate, culturi bacteriene, culturi levuri și culturi fungi dermatofiți. Implementarea în faza preanalitică a noului concept de „Microbiologie în mediul lichid” a adus avantajul stabilității probelor recoltate pentru o perioadă mai mare de timp, comparativ cu sistemele clasice, și a făcut posibilă procesarea robotică, cu ajutorul sistemului WASP (Walk Away Specimen Processing). Reducerea timpului de eliberare a rezultatelor a fost posibilă prin efectuarea identificărilor microorganismelor prin metoda spectrometrie de masă, metodă care permite obținerea numelui microorganismului în 2 minute după însămânțare și cultivare. În cazul culturilor monobacteriene, rezultatul pozitiv cu antibiogramă poate fi eliberat în doar 36 ore. În laborator testarea sensibilității la antibiotice se efectuează în sistem automat, iar interpretarea conform concentrației minime inhibitorii.

#### Sediul Central
Angajații Synevo România s-au mutat în 2019 alături de echipa Medicover, în urma finalizării procesului de fit-out, în clădirea The Bridge 2 din București, dezvoltată de către Forte Partners. Tranzacția a fost anunțată la jumătatea lui 2018 și a implicat o suprafață totală de aproximativ 4.500 de metri pătrați, din care 3.200 de metri pătrați au fost rezervați spațiilor de birouri, unde astăzi lucrează peste 300 de angajați.

#### Proiecte de responsabilitate socială
- Programul „înCerc” al Asociației Medicover

Programul „înCerc” pentru Prevenția Diabetului de Tip 2 și a Bolilor Civilizației este un instrument de educație în materie de sănătate.
Programul include de copii de clasa a V-a din toate școlile din Ploiești și 45 de școli din Cluj-Napoca.
Programul este sprijinit de Ministerul Educației Naționale și Ministerul Sănătății, iar printre partenerii programului „ȋnCerc” se numără și Synevo România. 
- Alerg 24h Autism Marea Neagră

Evenimentul sportiv „Alerg 24h Autism Marea Neagră” a luat naștere în 2017 la inițiativa psihologilor Adrian Gemănaru și a soției acestuia, Cristina Gemănaru. 
Proiectul „Alerg 24h pentru autism – Marea Neagră” este un proiect destinat strângerii de fonduri pentru amenajarea Plajei Terapeutice, necesară copiilor cu autism și persoanelor cu dizabilități din România, precum și pentru sprijinul acordat acestor persoane.
Synevo România este unul dintre sponsorii acestui eveniment și participă anual la acest eveniment cu echipe de alergători.  
- Caravana cu Medici

Asociația Caravana cu Medici este fondată în 2014 de 5 medici rezidenti care au alături o echipă de aproape 250 de medici voluntari. Misiunea ONG-ului este să realizeze o rețea națională prin intermediul căreia medicii să acorde periodic îngrijiri medicale persoanelor aflate în zonele mai puțin favorizate din punct de vedere economic. Proiectul se desfășoară sub egida Societății Române de Medicină Internă și în colaborare cu Clinica de Nefrologie și Medicină Internă a Institutului Clinic Fundeni.
Synevo România, este unul dintre principalii susținători ai acestui proiect, susținând campaniile defășurate în cadrul acestuia prin suportarea contravalorii analizelor medicale efectuate și participând activ cu personal propriu la recoltarea probelor de sange. 

#### Cifra de afaceri
| Anul | Cifra de afaceri netă (lei) |
| ---- | --------------------------- |
| 2020 | 321.655.836                 |
| 2019 | 293.483.312                 |
| 2018 | 256.964.657                 |
| 2017 | 214.667.339                 |
| 2016 | 181.407.880                 |
| 2015 | 156.247.937                 |

#### Achiziții, investiții, digitalizare
Synevo România achiziționat în anul 2018 un nou echipament Cobas complet, unic în România, pentru care a alocat fonduri totale de 1,1 milioane euro. Noul echipament permite efectuarea unui număr record de teste, cu acuratețe maximă și posibilitatea realizării unor teste suplimentare din aceeași probă, în interval de două săptămâni de la recoltare. În felul acesta se elimină necesitatea recoltării de probe suplimentare, aspect care contribuie la confortul pacientului și reducerea costurilor.
Clientii Synevo pot achiziționa online servicii medicale de laborator sau pot interacționa cu un chatbot cu funcții de auto-învățare.

#### Premii
A noua ediție a studiului „Top 100 Best Performers" realizat pentru Biz de Coface România și publicat în anul 2021 a adus Synevo România în topul celor 100 de companii performante. Clasată printre campionii economiei românești, Synevo România ocupă locul 42 în această radiografie de afaceri.
Cele 100 de companii din clasament au reușit să obțină în 2019 o cifră de afaceri totală de 12,4 miliarde de euro, cu 0,1 miliarde de euro mai puțin decât Top 100 companii în 2018. În același timp, însă, afacerile acestor companii au crescut cu 24% față de 2018 și cu 47% față de 2017.
Studiul a inclus toate companiile românești cu capital privat care au depus la Ministerul Finanțelor situațiile financiare anuale aferente activității din 2019.
Primul nivel de selecție a companiilor a constat în aplicarea simultană a 4 criterii de filtrare:
- cifra de afaceri pentru anul 2019 peste 1 milion de euro;
- rezultatul net și rezultatul operațional în 2019 să fie pozitive (profit);
- absența datoriilor restante către bugetul de stat (conform datelor publicate de ANAF pentru 30.09.2020);
- nivelul datoriilor comerciale restante (către furnizori) în 2019 să fie sub 10% din profitul brut.

Companiile care au fost validate în baza primului nivel de selecție au fost verificate pentru respectarea unui model statistic în praguri, având 4 criterii care trebuie respectate simultan:
- Indicele de creștere a cifrei de afaceri 2019/2018 > 10%
- Rentabilitatea capitalurilor proprii (profit net/capitaluri proprii) > 20%
- Rata profitului brut raportat la cifra de afaceri > 5%
- Gradul de îndatorare (datorii totale / active totale) < 70%

Clasamentul final a fost realizat prin includerea primelor 100 companii în funcție de cifra de afaceri realizată pentru anul 2019 din lista tuturor companiilor românești care au îndeplinit toate criteriile menționate în cele două niveluri succesive de selecție.
Synevo România este singurul jucător de pe piața serviciilor medicale de laborator prezent în topul celor 100 de companii performante, care a îndeplinit criteriile menționate în cele două niveluri succesive de selecție. 